# Панкин, Николай Иванович
Николай Иванович Панкин (2 января 1949, Москва, РСФСР, СССР — 13 октября 2018, Муром) — советский пловец. Бронзовый призёр летних Олимпийских игр 1968 года, двукратный чемпион Европы,  двукратный экс-рекордсмен мира. Заслуженный мастер спорта СССР (1970).

## Спортивная карьера
Николай Панкин был лучшим советским пловцом в брассе в конце 1960-х годов и начале 1970-х годов. На Олимпийских играх 1968 года он выиграл бронзу на дистанции 100 м брассом и был четвёртым на дистанции 200 м брассом. Учился в МИИТе. Панкин также участвовал в Олимпийских играх и в 1972, и в 1976 годах, но занять призовых мест не смог.
В 1970 и 1974 годах на чемпионатах Европы Панкин дважды выиграл полный комплект медалей: 2 золотых медали на дистанции 100 м брассом, 2 серебряные медали на дистанции 200 брассом, а также 2 бронзы в комбинированной эстафете 4×100 м.
В 1975 году на II чемпионате мира Панкин выиграл бронзу в заплыве на 200 м брассом.
Кроме того, в 1973 году Панкин стал двукратным победителем летней Универсиады в заплывах на 100 м и 200 м брассом.
Панкин выиграл 13 титулов чемпиона СССР:
- на дистанции 100 м брассом в 1969, 1971, 1974, 1975 годах;
- на дистанции 200 м брассом в 1969, 1971, 1972, 1974, 1975 годах;
- в комбинированной эстафете в 1965, 1969, 1973 и 1975 годах.

## Мировые рекорды
За время своей карьеры Панкин установил четыре мировых рекорда.
| Дистанция     | Время  | Год  |
| ------------- | ------ | ---- |
| 100 м брассом | 1:06.2 | 1968 |
| 100 м брассом | 1:05.8 | 1969 |
| 200 м брассом | 2:26.5 | 1969 |
| 200 м брассом | 2:25.4 | 1969 |

## После завершения карьеры
Панкин закончил свою спортивную карьеру после Олимпийских игр 1976 года. Позже он работал в качестве плавательного тренера в Москве. Самым известным его учеником является многократный Олимпийский призёр по плаванию брассом Дмитрий Волков.
27 апреля 2013 года в городе Муром прошли соревнования на призы Николая Панкина. Вид плавания — только брасс.